# Phyllomyias weedeni
Phyllomyias weedeni là một loài chim trong họ Tyrannidae.